# Gélose TSN
Le Tryptone sulfite néomycine est un milieu pour la détection et l’énumération de Clostridium perfringens.

## Composition
| Composant                                                | Qté (g/L) |
| -------------------------------------------------------- | --------- |
| Peptone trypsique                                        | 10        |
| NaCl                                                     | 5         |
| Extrait de viande                                        | 2         |
| Extrait de levure                                        | 5         |
| Chlorhydrate de cystéine (rend le milieu très réducteur) | 0,3       |
| Agar                                                     | 15 %      |

## Mode d’action
Le milieu TSN est une gélose sélective, elle exploite le fait que Clostridium perfringens est résistant à la polymyxine, la néomycine (antibiotiques) et qu’il a le pouvoir de réduire les sulfites. 
La croissance des autres Clostridia sulfito réducteurs est presque totalement inhibée car la flore d’accompagnement est largement supprimée.
Ce milieu contient 1 critère de différenciation : le sulfite de sodium dont la réduction est révélée par le fer (précipitation du sulfure de fer), forme une colonie noire.
La température d’incubation permet de sélectionner :
- à 37 °C  →  dénombrement des formes végétatives de Cl. perfringens.
- à 46 °C  →  dénombrement de Clostridium perfringens.
L’incubation se fait en anaérobiose.

Ensemencement
-se placer en milieu stérile : hotte ou bec Bunsen
-réaliser la dilution nécessaire en eau physiologique ou dans du tampon PBS
-introduire 1 ml de la suspension bactérienne dans une boîte de Petri stérile
-ajouter 15 ml de gélose en surfusion (46 °C)
-laisser la gélose se solidifier
-couler une double couche (10 ml de gélose)
-placer la boîte de Petri dans une jarre hermétiquement fermée contenant un réactif générateur d'une atmosphère anaérobie (acide ascorbique par exemple) et un témoin de cette atmosphère modifiée
-incuber la jarre à 37 ou 46 °C pendant 18 à 24 heures
Les colonies produisant un pigment noir diffusible sont des bactéries anaérobies sulfito réductrices et peut-être Clostridium perfringens.